# START (愛內里菜單曲)
《START》为愛内里菜的第十七张单曲。CD编号为GZCA-7048。

## 概要
- 继前作《Dream×Dream》之后第四次为《名侦探柯南》演唱歌曲。

## 收录歌曲
1. START
  - 作詞：愛内里菜　作曲：大野愛果　編曲：corin.
  - 读卖电视台动画《名侦探柯南》片头曲
2. Lavender Rain
  - 作詞：愛内里菜　作曲：輝門　編曲：小林哲
3. キラキラ
  - 作詞：愛内里菜　作曲・編曲：corin.
4. START -instrumental-

## 收录专辑
- PLAYGIRL（#1）
- THE BEST OF DETECTIVE CONAN 3 〜名探偵コナン テーマ曲集3〜（#1）
- ALL SINGLES BEST 〜THANX 10th ANNIVERSARY〜（#1）
- COLORS（#2,3）

| 动画《名侦探柯南》片头曲 2004年4月12日 - 2005年3月21日 |                    |                             |
| 前作: 三枝夕夏IN db 《直奔与你相约那温柔的地方》       | 愛内里菜 《START》 | 次作: ZARD 《繁星的光芒呀》 |